# الجمعية الأمريكية لاستشاري التغذية
إن الجمعية الأمريكية لاستشاري التغذية (AANC) هي منظمة تسعى للارتقاء بسمعة استشاريي التغذية والغذاء من خلال دمجهما في منظمة واحدة. تقدم هذه الجمعية نظم اختبارات وتمنح شهادات أو عضويات لا تتطلب اختبارات ولكنها تشترط دفع اشتراكات عضوية. تقدم الجمعية أيضًا برنامجًا تأمينيًا.
لا تفرض الجمعية أي فحوصات على مؤهلات أعضائها المعتمدين. وقد قام الكاتب في مجلة ساينس بن جولداكر بدفع اشتراك في الجمعية باسم قطته المتوفاة هينريتا، «حيث اشترى باسمها عضوية معتمدة» مقابل $60 دولارًا، وعالم الأغذية الأسترالي روزماري ستانتون الذي اشترى عضوية باسم كلبه الراعي الإنجليزي. وفي عام 1983، قام عالم الأغذية فيكتور هربرت بتسجيل اسمي جرو وقطة؛ وعلى الرغم من الشهرة الواسعة التي حظيت بها هذه الحقيقة، تمكن هربرت من تسجيل كلب آخر كعضو في الجمعية في العام الذي تلاه. وقام شخص آخر بتسجيل عضوية الهامستر الأليف الخاص بابنته وتم قبول شخص آخر بعد أن قدم فقط شهادة دبلومة من معهد أغذية غير معترف به. ويتبين لنا أن أيًا من هؤلاء الأعضاء لم يكونوا علماء أو متخصصين في الأغذية "professional nutritionists".
لهذا وجه موقع كواكووتش انتقادات لاذعة لهذه الجمعية لبيعها شهادات عضوية إلى أفراد غير مؤهلين.

## كتابات أخرى
- الموقع الرسمي